# 永勝寺 (藤沢市)
永勝寺（えいしょうじ）は、神奈川県藤沢市にある浄土真宗本願寺派の寺院。山号は法谷山。

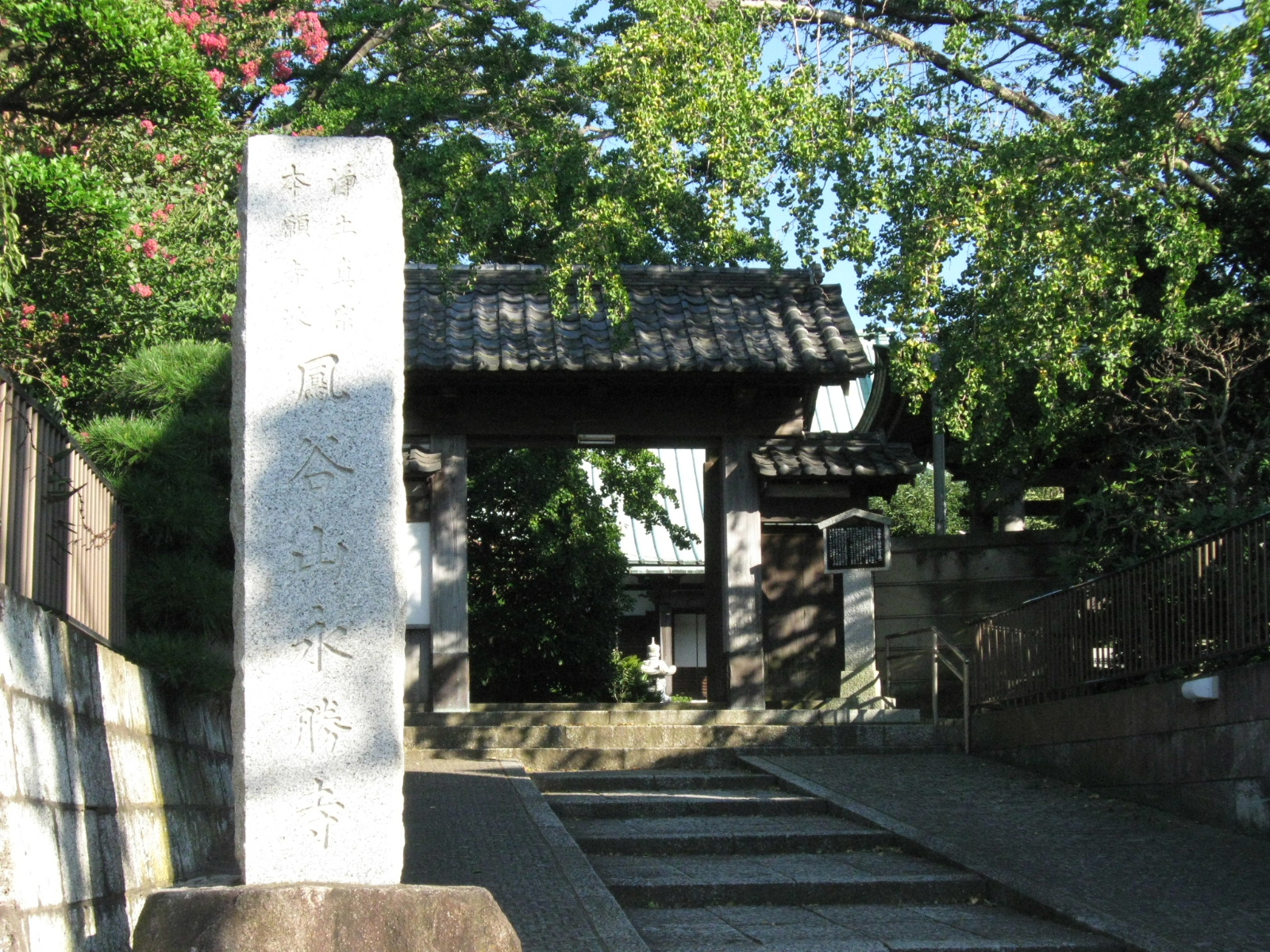
永勝寺 山門

## 歴史
創建は真海が元禄4年（1691年）に開山。『皇国地誌』では、はじめ鎌倉にあったが各地を移転した後、真海が現在地に慶長年間（1596年 - 1615年）に移転し中興したのだとしている。

## 交通
- 鉄道
  - 藤沢本町駅（小田急電鉄江ノ島線）
- 道路
  - 国道467号

## その他

### 飯盛女の墓

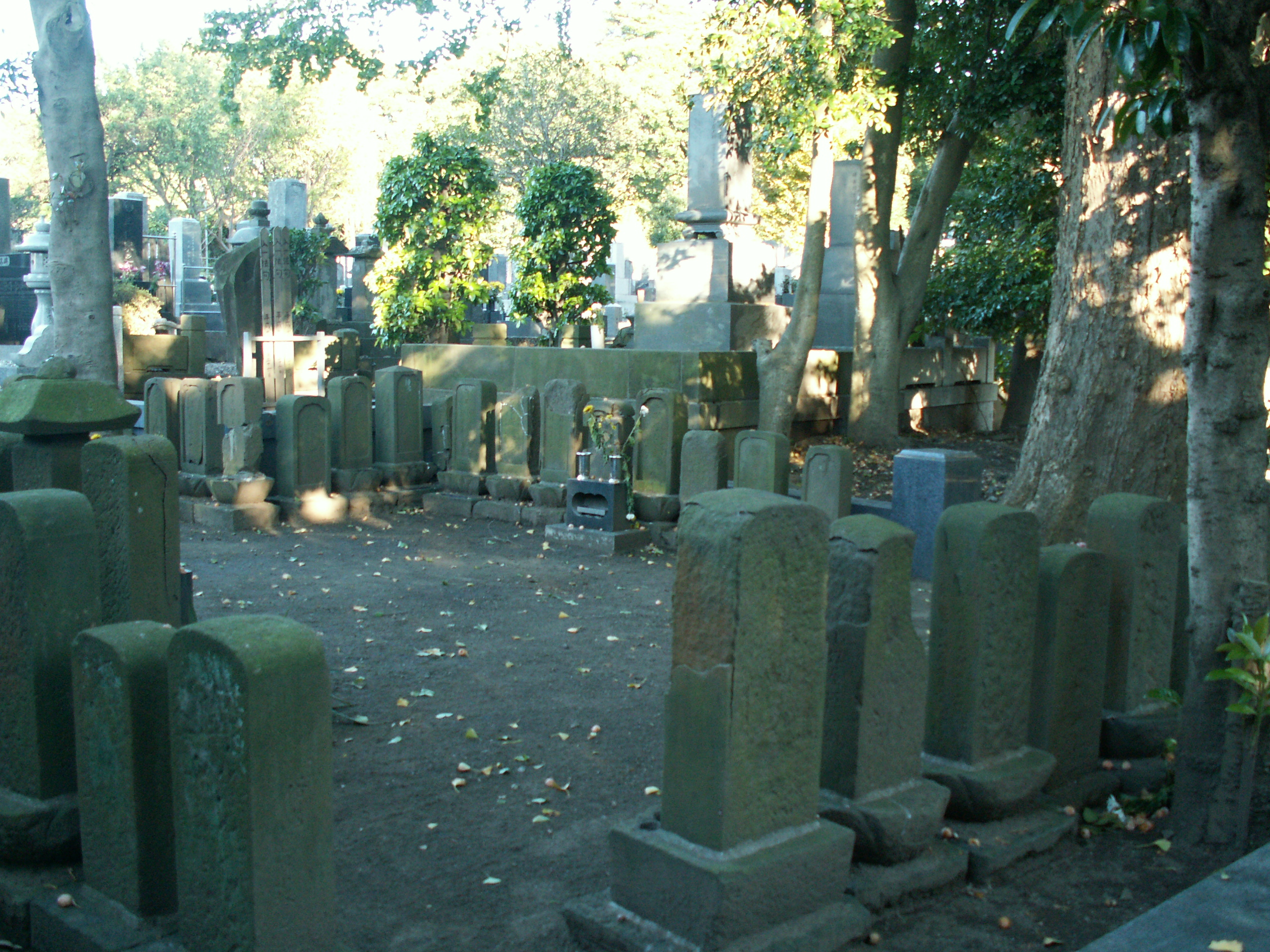
永勝寺の飯盛女の墓

江戸時代の飯盛女の墓が小松屋の墓域に39基あるが、ほとんどが初代・小松屋源蔵の出身地である伊豆国小松村の出身者である。飯盛旅籠を開業したのは小松屋が2代目の時期で明治時代に入り廃業した。